# 峰の薬師

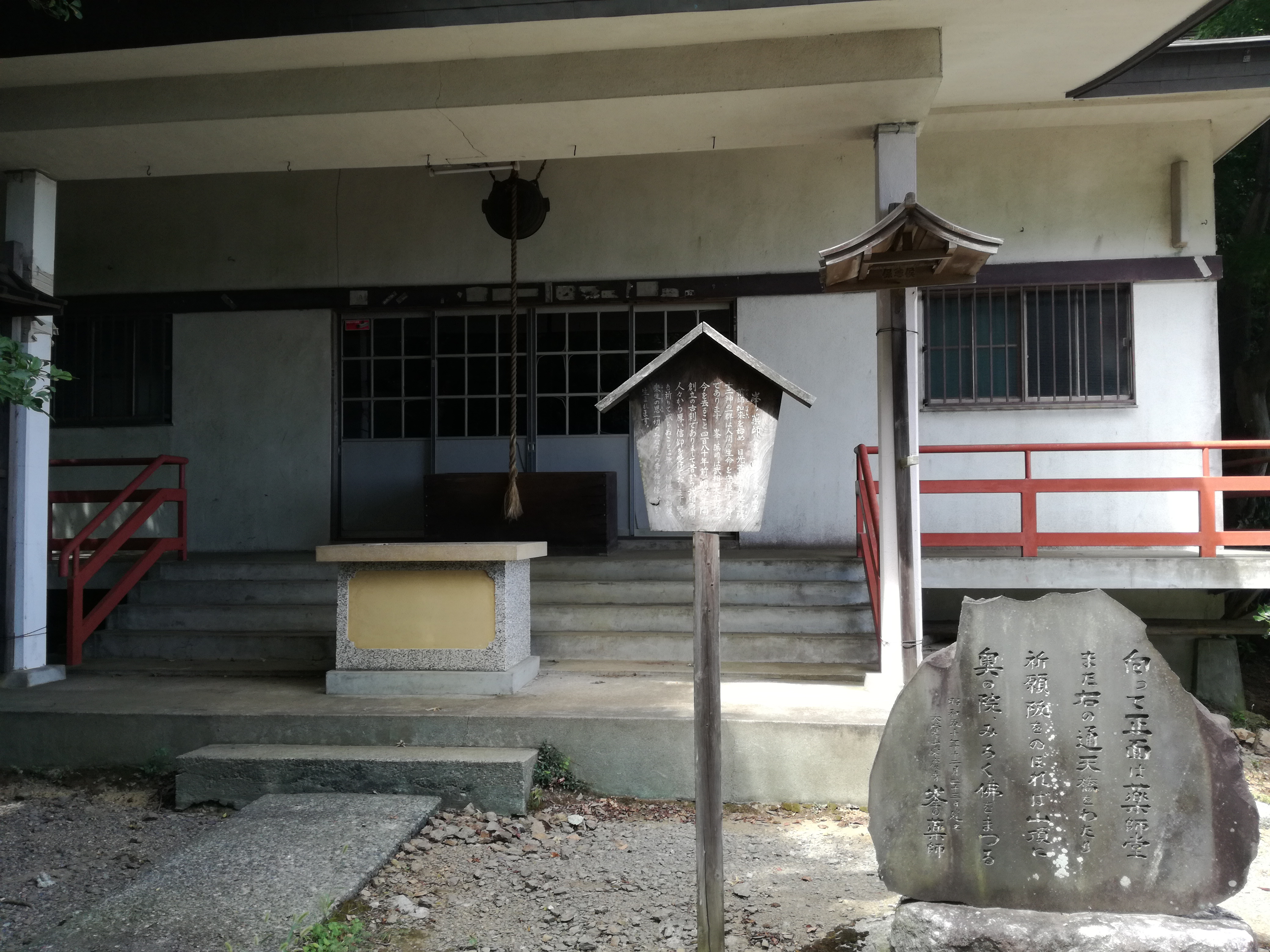

峰の薬師（みねのやくし）は、神奈川県相模原市緑区三井にある寺院。江戸時代には「武相四大薬師」 の一つとして多くの信仰を集め、三井（みい）の薬師とも呼ばれた。現在は単立寺院で、大覚山東慶寺と号する。

## 概要
相模川をせき止めてできた津久井湖を見下ろす山中に位置する。登山道は「関東ふれあいの道」として整備されている。
峰の薬師は明応年間（1492年 - 1501年）の創建と伝えるが、数度の火災で古記録を焼失しており、詳しい沿革は不詳である。
昌平黌地理局編『新編相模国風土記稿』（巻123村里部津久井県巻8毛利庄）には「薬師堂 別当三井寺 基立ハ明応年間ナリト云」とあり、麓の三井集落にある臨済宗建長寺派三井寺（さんせいじ）の管理下にあった。同じく『新編相模国風土記稿』によれば、当薬師堂の本尊薬師如来像は像高一尺三寸の木造坐像で、行基作の伝承があり、「峰ノ薬師」または「三井ノ薬師」と呼ばれていた。また、堂には「東照寺」の寺号を記した額が掲げられていたという。
明治の神仏分離により、峰から降ろされ、廃堂となったが、1933年（昭和8年）に旧地に再興された。

## 交通
- 橋本駅北口から神奈川中央交通 橋09系統「峯の薬師入口」バス停下車後　徒歩数分で参道入口へ到着。　参道（登山道）を15分登ると本堂前の事務所に到着。

## その他
富田常雄の『姿三四郎』では、檜垣兄弟との果し合いの場として登場する。「姿三四郎決闘碑」がある。
バス停、本堂周辺には一切飲み物の販売機はない。事務所横に売店はあるが、商売している品ぞろえではないので、バスに乗る前に購入を推奨。